# *N Sync (álbum)
*NSYNC es el nombre del álbum debut del grupo pop estadounidense 'N Sync. Salió al mercado en Alemania el 26 de mayo de 1997 y con una nueva versión en Estados Unidos el 24 de marzo de 1998.

## Ventas
Al principio, las ventas del álbum en Estados Unidos fueron mediocres hasta el concierto de Disney de 1998. Después de que el concierto fue transmitido por televisión, las ventas se dispararon enormemente. El álbum alcanzó la posición #2 en el Billboard 200 de Estados Unidos y vendió más de 11 millones de ejemplares en ese país siendo certificado por la RIAA con 11 discos platino y un disco diamante. *NSYNC ganó un Teen Choice Award en 1999 por ser el "Álbum del Año". El álbum vendió más de 250,000 copias en Alemania y fue certificado disco de oro. Finalmente, *NSYNC vendió más de 13 millones de copias en todo el mundo. 'N Sync realizó la gira "Nsync Tour" en Norteamérica en 1999 para promocionar el álbum.

## Sencillos
Sencillos de la versión norteamericana:
- 1998: I Want You Back #13 en el Billboard Hot 100
- 1998: Tearin' Up My Heart #57 en el Billboard Hot 100
- 1998: (God Must Have Spent) A Little More Time on You #8 en el Billboard Hot 100
- 1999: Thinking of You (I Drive Myself Crazy) #67 en el Billboard Hot 100

Sencillos de la versión alemana:
- 1996: I Want You Back #10 en las listas alemanas
- 1997: Tearin' Up My Heart #4 en las listas alemanas
- 1997: Here We Go #8 en las listas alemanas
- 1998: Together Again #31 en las listas alemanas
- 1998: For the Girl Who Has Everything #32 en las listas alemanas

## Lista de canciones
- Versión norteamericana

| *N Sync |                                                 |                                        |          |  |
| N.º     | Título                                          | Escritor(es)                           | Duración |  |
| 1.      | «Tearin' Up My Heart»                           | Max Martin, Kristian Lundin            | 3:32     |  |
| 2.      | «I Just Wanna Be with You»                      | Full Force                             | 4:05     |  |
| 3.      | «Here We Go»                                    | Aris, Cottura                          | 3:36     |  |
| 4.      | «For the Girl Who Has Everything»               | Renn, Skinner                          | 3:43     |  |
| 5.      | «God Must Have Spent a Little More Time on You» | Sturken, Rogers                        | 4:45     |  |
| 6.      | «You Got It»                                    | Veit Renn                              | 3:37     |  |
| 7.      | «I Need Love»                                   | Gary Carolla                           | 3:17     |  |
| 8.      | «I Want You Back»                               | Pop, Martin                            | 3:23     |  |
| 9.      | «Everything I Own»                              | David Gates                            | 4:00     |  |
| 10.     | «I Drive Myself Crazy»                          | Rick Nowels, Allan Rich, Ellen Shipley | 4:04     |  |
| 11.     | «Crazy for You»                                 | Hamm, Bertoni                          | 3:43     |  |
| 12.     | «Sailing»                                       | Christopher Cross                      | 4:36     |  |
| 13.     | «Giddy Up»                                      | *NSYNC, Renn                           | 4:10     |  |

- Versión británica

| *N Sync |                                                           |              |          |  |
| N.º     | Título                                                    | Escritor(es) | Duración |  |
| 1.      | «Tearin' Up My Heart» (versión original)                  |              | 3:26     |  |
| 2.      | «I Just Wanna Be With You»                                |              | 4:03     |  |
| 3.      | «Here We Go» (Radio Version)                              |              | 3:34     |  |
| 4.      | «For The Girl Who Has Everything» (Club Mix)              |              | 3:40     |  |
| 5.      | «(God Must Have Spent) A Little More Time On You» (Remix) |              | 3:58     |  |
| 6.      | «You Got It»                                              |              | 3:34     |  |
| 7.      | «I Need Love»                                             |              | 3:14     |  |
| 8.      | «I Want You Back» (versión de radio)                      |              | 3:20     |  |
| 9.      | «Everything I Own»                                        |              | 3:57     |  |
| 10.     | «Thinking Of You (I Drive Myself Crazy)» (Remix)          |              | 4:00     |  |
| 11.     | «Crazy For You»                                           |              | 3:40     |  |
| 12.     | «Sailing»                                                 |              | 4:36     |  |
| 13.     | «Giddy Up»                                                |              | 4:07     |  |
| 14.     | «U Drive Me Crazy» (versión de radio)                     |              | 3:34     |  |

- Versión alemana

| *N Sync |                                   |                                 |          |  |
| N.º     | Título                            | Escritor(es)                    | Duración |  |
| 1.      | «Tearin' Up My Heart [Back Beat]» | Kristian Lundin; Max Martin     | 4:47     |  |
| 2.      | «You Got It»                      | Veit Renn                       | 3:33     |  |
| 3.      | «Sailing»                         | Christopher Cross               | 4:36     |  |
| 4.      | «Crazy for You»                   | Christian Hamm                  | 3:42     |  |
| 5.      | «Riddle»                          | Pat Reiniz                      | 3:41     |  |
| 6.      | «For the Girl Who Has Everything» | Joylon Skinner;Veit Renn        | 3:51     |  |
| 7.      | «I Need Love»                     | Gary Carolla                    | 3:14     |  |
| 8.      | «Giddy Up»                        | *NSYNC;Veit Renn                | 4:09     |  |
| 9.      | «Here We Go»                      | B. Aris;T. Cottural             | 3:36     |  |
| 10.     | «Best of My Life»                 | B. Aris;Toni Cottura;V.D. Toorn | 4:46     |  |
| 11.     | «More Than a Feeling»             | Tom Scholz                      | 3ː42     |  |
| 12.     | «I Want You Back [Back Beat]»     | Denniz Pop;Max Martin           | 4:24     |  |
| 13.     | «Together Again»                  | Andy Reynolds;Tee Green         | 3ː36     |  |
| 14.     | «Forever Young»                   | Nemo Fahrenkrog;Peterson        | 4:07     |  |

## Certificaciones y ventas
| País           | Certificaciones | Ventas     |
| -------------- | --------------- | ---------- |
| Estados Unidos | +               | 11,354,000 |
| Canadá         | 4x              | 400,000    |
| Alemania       |                 | 250,000    |
| Suiza          |                 | 25,000     |
| Polonia        |                 | 50,000     |
| Austria        |                 | 25,000     |

## Fechas de lanzamientos
| País           | Fecha                  |
| -------------- | ---------------------- |
| Alemania       | 26 de marzo de 1997    |
| Japón          | 1 de noviembre de 1997 |
| Estados Unidos | 24 de marzo de 1998    |
| Canadá         | 13 de abril de 1999    |
| Reino Unido    | 1 de octubre de 1999   |

- Datos: Q2559810